# Hooker County
Hooker County är ett administrativt område i delstaten Nebraska, USA. År 2000 hade countyt 783 invånare. Den administrativa huvudorten (county seat) är Mullen. 

## Geografi
Enligt United States Census Bureau så har countyt en total area på 1 869 km². 1 868 km² av den arean är land och 1 km² är vatten. 

### Angränsande countyn

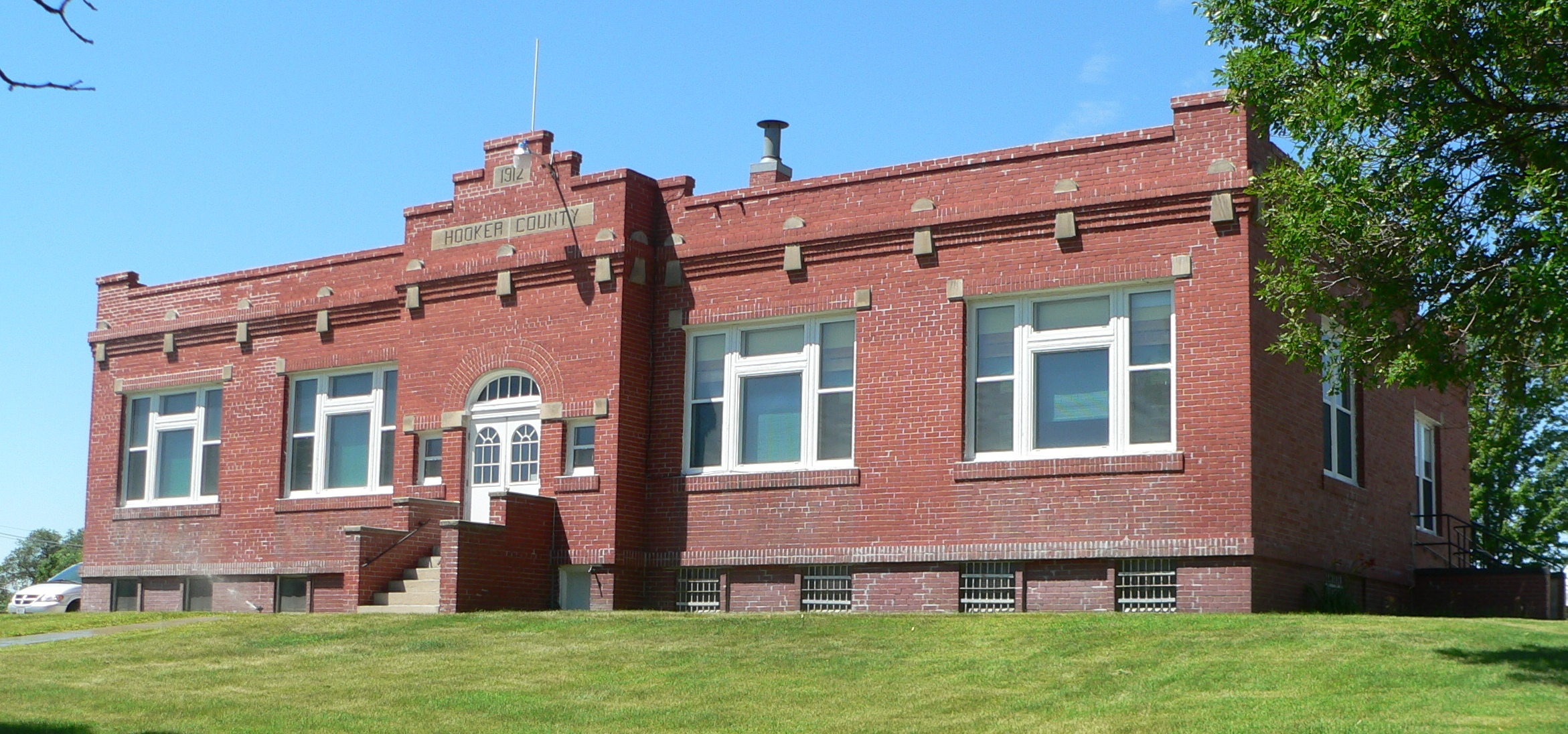
Hooker County Courthouse i Mullen.

- Cherry County - nord
- Thomas County - öst
- McPherson County - syd
- Arthur County - sydväst
- Grant County - väst